# Red.STYLE
red.STYLE ist ein deutsches Lifestyle- und Boulevardmagazin auf dem deutschen Fernsehsender Sixx. Es ist ein Ableger des Boulevardmagazins red. auf ProSieben. red.STYLE wurde jeweils mittwochs zwischen 22 Uhr und 22:30 Uhr ausgestrahlt und lief etwa 60 Minuten.

## Moderation
red.STYLE wurde von Janin Ullmann moderiert. Unterstützt wurde sie durch Anna Angelina Wolfers (Expertin zum Thema Mode), Delia Fischer (Expertin zum Thema Einrichtung), Paula Lambert (Expertin zum Thema Liebe und Sex) und Achim Sam (Experte zum Thema Ernährung).